# Johann Gottfried Arnold
Johann Gottfried Arnold (* 1. Februar 1773 in Niedernhall; † 26. Juli 1806 in Frankfurt) war ein deutscher Cellist und Komponist.

## Leben
Arnold war der Sohn eines Lehrers aus dem hohenlohischen Niedernhall. Von frühester Kindheit an zeigte er eine große Begabung für die Musik. Von seinem Vater erhielt Arnold die erste musikalische Ausbildung und bereits im Alter von acht Jahren interessierte er sich für das Spiel des Violoncellos. Sein Vater gab ihn im Alter von elf Jahren in die Lehre beim Stadtmusikus der benachbarten Stadt Künzelsau. Während dieser Zeit widmete Arnold sich dem Violoncellospiel, was er mit einem solchen Eifer betrieb, dass er seine Gesundheit gefährdete. 1789 endete seine Lehrzeit, und im folgenden Jahr nahm er sein erstes festes Engagement in Wertheim an, wo sein Onkel, Friedrich Adam Arnold, als Musikdirektor wirkte. In Wertheim verbesserte er sein Violoncellospiel und begann seine Studien in Musiktheorie und Komposition beim örtlichen Kantor. Nach Konzertreisen in der Schweiz und in Deutschland, die nicht zur erhofften Solokarriere führten, hielt er sich einige Zeit in Regensburg auf und nahm Unterricht bei dem bekannten Cellisten Max Willmann. Danach ging er ab 1796 nach Hamburg, wo er bei dem Cellisten Bernhard Romberg studierte und seine technischen Fertigkeiten auf dem Instrument weiter verbesserte. 1798 nahm Arnold – auf Empfehlung von Bernhard Romberg – eine Anstellung als 1. Violoncellist am Frankfurter Nationaltheater an, wo er sowohl als Cellist als auch als Klavier- und Violoncellolehrer einen guten Ruf genoss und sich viel mit Komposition beschäftigte. Seine Karriere wurde früh beendet, er starb 1806 im Alter von nur 33 Jahren an einer Lungenentzündung.
Johann Gottfried Arnold komponierte hauptsächlich Werke für Violoncello oder transkribierte Werke für dieses Instrument. Am bekanntesten sind seine im Zeitraum 1802 bis 1808 veröffentlichten fünf Cellokonzerte. Darüber hinaus komponierte er eine Symphonie concertante für zwei Flöten und Orchester und kleinere Werke für Klavier, Cello und Gitarre. Eine Übersicht seiner Kompositionen findet sich in dem Buch Biographie universelle des musiciens et bibliographie générale de la musique von François-Joseph Fétis.

## Werke (Auswahl)

### Für Violoncello
- Cellokonzert Nr. 1 in C-Dur, Offenbach am Main: Johann André, 1804
- Cellokonzert Nr. 2 in G-Dur, Offenbach am Main: Johann André, 1805
- Cellokonzert Nr. 3 in F-Dur, Offenbach am Main: Johann André, 1806
- Cellokonzert Nr. 4 in Es-Dur, Offenbach am Main: Johann André
- Cellokonzert Nr. 5 in D-Dur, Offenbach am Main: Johann André
- Six Themes avec Variations pour deux Violoncelles, Bonn: Nicolaus Simrock

### Für Gitarre
- 6 Serenades pour Guitarre, Flûte et Alto, Mainz: B. Schott’s Söhne, 1810
- Marche et danses pour la Guitarre seule, Mainz: B. Schott’s Söhne, 1821
- 6 duos faciles arrangées pour Guitarre, Flûte ou Violon, Mainz: B. Schott’s Söhne, 1821
- 8 Faschings Walzer, Mainz: B. Schott’s Söhne, 1822
- Choix d’airs d’une éxécution facile, Mainz: B. Schott’s Söhne, 1840

## Bibliografie
- François-Joseph Fétis: Biographie universelle des musiciens et bibliographie générale de la musique. Firmin Didot, Paris 1834–1835. Neuauflage in 5 Bänden, ISBN 2-84575-049-8.
- J. G. Arnold, in: Allgemeine musikalische Zeitung 12 (1809/1), Sp. 609–616, Sp. 625–630.